# 唐鶴徵
唐鶴徵（1538年—1619年），字玄卿、元卿，號凝庵，直隸常州府武進縣人，明朝政治人物，隆慶辛未進士，萬曆年間官至南京太常寺卿。

## 生平
隆慶元年（1567年）丁卯科應天鄉試第二名舉人，隆慶五年（1571年）登辛未科會試第一百三名，二甲第七十三名進士。刑部觀政，授任禮部主事，奉命往慶王府致祭，萬曆三年（1575年）升员外郎、郎中，與張居正不合，以“浮躁”罷歸。
張居正死後，萬曆十一年（1583年）降补開州同知，升順天府通判，十二年升工部主事，歷任工部營繕司署郎中，萬曆十三年（1585年）二月升尚寶司丞，十五年三月升尚寶司少卿，十七年二月升光祿寺少卿，十月升太常寺少卿，十九年三月調用南京。
萬曆三十四年（1606年）二月起復南京太常寺少卿，三十六年九月稱病歸里，四十七年卒，年八十二。

## 家族
曾祖唐貴，戶科給事中；祖父唐珤，曾任知縣；父唐順之，都察院右僉都御史，母莊氏（封孺人）。永感下。弟唐錫徵、唐魁徵、唐復徵。

## 外部連結
- 胡令毅：〈论《西游记》校改者唐鹤征——读陈元之序（一）（页面存档备份，存于）〉。